# Charta Spojených národů
Charta Spojených národů, zakládající statut Organizace spojených národů, byla přijata 26. června 1945 na mezinárodní Konferenci Spojených národů o mezinárodním uspořádání v San Francisku padesáti zakládajícími státy. K původním členům se později (po ustavení vlastní vlády) přidalo i Polsko, takže celkem je zakládajících států 51, včetně ČSR. Podmínkou pro vstup v platnost byla ratifikace Francie, Číny, SSSR, Velké Británie, USA a většiny ostatních signatárních států. Stalo se tak 24. října 1945. K Chartě je – jako její nedílná součást – připojen i Statut Mezinárodního soudního dvora.

## Charakteristika
Charta zavazuje všechny členy, navíc ale výslovně uvádí, že závazky podle Charty mají přednost před závazky z jiných mezinárodních smluv (čl. 103).

## Obsah dokumentu
Celkem 111 článků je rozděleno do 19 kapitol. Na začátku stojí preambule.
- Kapitola I. stanovuje cíle a zásady organizace, především udržování mezinárodního míru a bezpečnosti a rozvíjení mezinárodních vztahů.
- Kapitola II. upravuje podmínky členství.
- Kapitoly III. – XV. tvoří jádro dokumentu. Popisují orgány Spojených národů a jejich pravomoce.
- Kapitoly XVI. a XVII. popisují zásady integrace OSN do stávajícího mezinárodního práva.
- Kapitoly XVIII. a XIX. upravují změny a ratifikaci Charty.

## Změny Charty
Charta OSN může být podle článku 108 změněna souhlasem dvou třetin členů Valného shromáždění a ratifikací dvou třetin členských států, včetně pěti stálých členů Rady bezpečnosti. Charta byla dosud změněna třikrát. 
- Změny článků 23, 27 a 61 z roku 1965 zvyšují počet členů Rady bezpečnosti z 11 na 15 a počet hlasů nutný k přijetí rozhodnutí Rady ze sedmi na devět. Počet členů Ekonomické a sociální rady byl zvýšen z 18 na 27.
- V roce 1968 se změnou článku 109 zvyšuje počet hlasů členů Rady bezpečnosti, nutný ke svolání konference pro revizi Charty, ze sedmi na devět.
- Roku 1973 se znovu navyšuje počet členů Ekonomické a sociální rady a to na 54 členů.